# Jakob Buus
Jakob Buus (* Anfang des 16. Jahrhunderts wahrscheinlich in Gent; † Ende August 1565 in Wien) war ein franko-flämischer Komponist und Organist der Renaissance.

## Leben und Wirken
Über die frühen Jahre und die Ausbildungszeit von Jakob Buus sind keine Informationen überliefert. Seine Studien und die Anfänge seiner Laufbahn waren vielleicht in Frankreich, und er hat Verbindungen dorthin in seinem späteren Leben aufrechterhalten. Als der Verleger Jacques Moderne 1538 in Lyon im dritten Band seiner Sammlung „Parangon des chansons“ auch zwei Chansons von Jakob Buus veröffentlichte, war der erste Schritt des Komponisten in die Öffentlichkeit getan. In den folgenden fünf Jahren folgten beim gleichen Verleger einige weitere Chansons und eine fünfstimmige Motette. 1543 erschien der erste eigene Band mit sechsstimmigen Chansons bei dem Verleger Antonio Gardano in Venedig. Zuvor hatte das Leitungsgremium des Markusdoms in Venedig nach dem Tod von Baldassare da Imola für die vakante Stelle des Organisten der 2. Orgel am 9. Januar 1541 zu einem öffentlichen Wettbewerb im Orgelspiel aufgerufen. Unter vielen Bewerbern hat Buus dieses Probespiel mit großem Vorsprung gewonnen; zum Antritt der Stelle am 15. Juli ist er dann nach Venedig übersiedelt. Dort war er Kollege des damaligen 1. Organisten Giovanni Armonio.
Verschiedene Belege aus seiner venezianischen Zeit deuten darauf hin, dass der Komponist hier nicht sorgenfrei lebte, insbesondere wegen des relativ geringen Gehalts von jährlich 80 Dukaten. Als Unterstützung für seine Familie erhielt er im April 1543 eine einmalige Zuwendung von 20 Dukaten. Im Spätherbst 1550 bekam er vier Monate Urlaub zur Regelung persönlicher Dinge, in welchem er sich nach Wien wandte. Nach Ablauf des gewährten Urlaubs kam es Ende März 1551 zu einem Briefwechsel zwischen Venedig und dem venezianischen Gesandten in Wien wegen des Verbleibs von Jakob Buus, und am 5. Mai berichtete der Gesandte, Buus würde zurückkehren, wenn man ihm jährlich ein Gehalt von 200 Dukaten bieten würde. Daraufhin entschied sich das Leitungsgremium von San Marco anders und vergab die Stelle an Girolamo Parabosco, einen Schüler von Adrian Willaert. Jakob Buus blieb als Mitglied der kaiserlichen Hofkapelle und Organist in Wien; ab 1553 erhielt er dort, laut Eintragungen in den Listen der Hofkapelle, monatlich 20 Gulden, ab 1554 25 Gulden. Als Kapellmeister wirkte hier um diese Zeit Pieter Maessins, als weiterer Organist Christoph Kräll. Dem Komponisten wurde 1561 ein erblicher Adelstitel verliehen. In seiner Wiener Zeit sind nur drei Motetten entstanden, die von 1553 bis 1556 bei den Nürnberger Verlegern Montanus und Neuber erschienen sind.

## Bedeutung
Die geistliche Vokalmusik von Jakob Buus besteht aus Motetten und Chansons spirituelles, wobei die Motetten eine stilistische Ähnlichkeit mit denen von Nicolas Gombert besitzen: dichtes Stimmengewebe, allgegenwärtige Imitation und freie Behandlung des Quellmaterials. Von größerer Bedeutung sind die überlieferten Instrumentalwerke des Komponisten. Seine Ricercari sind nicht nur für Orgel gedacht, sondern mit einem beliebigen Instrumental-Ensemble spielbar, ähnlich wie bei Adrian Willaert und Giuliano Tiburtino, und dementsprechend in Stimmbüchern gedruckt. Eine Auswahl von vier Stücken daraus gab der Komponist auf Wunsch eines befreundeten Musikers 1549 in der gewohnten italienischen Tabulatur heraus; der Vergleich mit den Originalen lässt darauf schließen, dass die Ausführung von Details in manchen Fällen dem Improvisationstalent des Spielers überlassen wurde. Die Ricercari gehen stilistisch von den entsprechenden Werken von Girolamo Cavazzoni aus, in denen mehrere musikalische Themen zur Verarbeitung kommen, und zeigen eine starke Neigung zur Monothematik, ein Zug, der schon auf Andrea Gabrieli hinweist.

## Werke
- Motetten
  - „Primo libro de moteti a quatro voci“, Individualdruck mit 19 Motetten, Venedig 1549
  - 1 Motette zu vier Stimmen im Sammeldruck „Tertius tomus Evangeliorum“, Nürnberg 1555
  - 1 Motette zu vier Stimmen im Sammeldruck „Sextus tomus Evangeliorum“, Nürnberg 1556
  - 1 Motette zu fünf Stimmen im Sammeldruck „Quartus liber motettorum ad quinque ed sex voces“, Lyon 1539
  - 1 Motette zu sechs Stimmen im Sammeldruck „Cantilenae aliquot elegantes ac piae“, Lyon 1546
  - 1 Motette zu sechs Stimmen im Sammeldruck „Thesauri musici tomus tertius“, Nürnberg 1564
- Französische Chansons
  - 2 Chansons zu vier Stimmen im Sammeldruck „Le Parangon des chansons. Tiers livre“, Lyon 1538
  - 1 Chanson zu vier Stimmen im Sammeldruck „Le Parangon des chansons. Sixiesme livre“, Lyon 1540
  - 3 Chansons zu vier Stimmen im Sammeldruck „Le Parangon des chansons. Neufviesme livre“, Lyon 1541
  - 1 Chanson zu vier Stimmen im Sammeldruck „Le Parangon des chansons. Dixiesme livre“, Lyon 1543
  - „Libro primo delle canzoni francese a cinque voci“, Individualdruck mit 21 Chansons zu fünf Stimmen, Venedig 1550
  - „Il primo libro di canzoni francese a sei voci“, Individualdruck mit 29 Chansons zu sechs Stimmen, Venedig 1543
- Madrigale
  - „Questi soavi fiori“ zu vier Stimmen im Sammeldruck „Il primo libro d’i madrigali de diversi excellentissimi autori a misura di breve“, Venedig 1542 und zahlreiche weitere Auflagen
- Instrumentalmusik (Recercari, Individualdrucke)
  - „Recercari […] da cantare, et sonare d’organo & altri stromenti […] libro primo a quatro voci“, enthaltend 10 Ricercari, Venedig 1547
  - „Il secondo libro di recercari […] da cantare, & sonare d’organo & altri stromenti“, enthaltend 8 Ricercari, Venedig 1549
  - „Intabolatura d’organo di recercari di M. Giaques Buus, organista dell’illustrissima Signoria di Venetia in San Marco. Novamente stampata con carateri di Stagno, libro primo“, in italienischer Orgeltabulatur, Venedig 1549, enthaltend 4 Ricercari, eines davon eine Transkription des Ricercar primo aus „Il secondo libro di recercari“ von 1549